# Futbol'nyj Klub Tajm
Il Futbol'nyj Klub Tajm (in ucraino Футзальний клуб "Тайм"?) è stata una squadra di calcio a 5 ucraina con sede a Leopoli

## Storia
Il Tajm disputa la sua prima stagione nella massima competizione ucraina nel 2004-05 giungendo tredicesimo mentre nella successiva stagione è sesto. Nella stagione 2006-07, con la settima posizione, rimane fuori dalla corsa a sei per il titolo. L'anno dopo, con la riduzione della competizione alla sola stagione regolare, il Tajm raggiunge la quinta piazza, preludio al titolo nazionale del 2008-09 che gli ha permesso la qualificazione alla Coppa UEFA. La squadra di L'viv, nella stagione successiva, ha bissato il titolo nazionale aggiudicandosi anche la Coppa d'Ucraina, nella quale non era mai andata oltre le semifinal (2006-07 e 2007-08). Nel gennaio del 2011 la società annuncia la fusione del Tajm con i concittadini dell'Enerhija Leopoli; la squadra viene ritirata dal campionato e i suoi calcettisti passano a rafforzare l'organico dell'Enerhіja.

## Rosa 2009-2010
| N. |                    | Ruolo | Calciatore           |
| -- | ------------------ | ----- | -------------------- |
| 1  | Ucraina (bandiera) | G     | Yevgen Ivanyak       |
| 2  | Ucraina (bandiera) | G     | Vladyslav Lysenko    |
| 3  | Ucraina (bandiera) | G     | Serhiy Cheporniuk    |
| 4  | Ucraina (bandiera) | G     | Serhiy Iakunin       |
| 5  | Ucraina (bandiera) | G     | Evgeny Moskvin       |
| 6  | Ucraina (bandiera) | G     | Oleksandr Kondratyuk |
| 7  | Ucraina (bandiera) | G     | Oleksandr Bondar     |

| N. |                    | Ruolo | Calciatore        |
| -- | ------------------ | ----- | ----------------- |
| 8  | Ucraina (bandiera) | G     | Serhiy Tryhubets  |
| 9  | Ucraina (bandiera) | G     | Dmytro Bondar     |
| 10 | Ucraina (bandiera) | G     | Il'dar Makayev    |
| 11 | Ucraina (bandiera) | G     | Maksym Pavlenko   |
| 12 | Ucraina (bandiera) | G     | Vitalii Skoryi    |
| 13 | Ucraina (bandiera) | G     | Valeriy Legchanov |
| 14 | Ucraina (bandiera) | G     | Denys Ovsyanykov  |

## Palmarès
- Campionati ucraini: 2
2008-2009, 2009-2010
- Coppa d'Ucraina: 1
2009-2010